# Mahajanga
Mahajanga ou Majunga é uma cidade e porto marítimo situado na costa noroeste de Madagascar.  Mahajanga é a capital da província de Mahajanga com uma população de 135.660 habitantes (censo de 2001).